# 삼백집
삼백집은 전북특별자치도 전주시에 본사 및 본점을 두고있는 대한민국 한식 프랜차이즈 업체이다. 본점은 전북특별자치도 전주시 완산구 고사동에 있으며 현재 전라북도를 포함해 서울을 비롯한 전국에 직영점 및 가맹점을 두고있다. 
이름의 유래는 하루에 딱 300개의 콩나물국밥을 판매하였다는데서 유래되었으며 실제로 300개의 콩나물국밥을 판매하고나서 당일영업을 종료하였다고 한다. 
2010년부터 현재의 전국 가맹 체제를 시작하였다. 

## 연혁
- 1947년 故 이봉순씨가 전라북도 전주부(1949년 전주시로 개칭)에 간판없는 콩나물국밥집을 개점하면서 시작하였다.
- 1982년 故 방복순씨가 삼백집을 승계하였다.
- 1987년 故 방복순씨의 아들과 며느리가 승계하였다.
- 2002년 전주 완산구청으로부터 모범업소로 지정되었다.
- 2005년 전북도청 지정 향토음식점으로 지정되었다.
- 2009년 전주국제영화제 스폰서로 지정되었다.
- 2010년 프랜차이즈 체제로 등록하여 전국 직영 및 가맹점 체제를 시작하였다.
- 2015년 전주 본점건물을 신축하였다.
- 2016년 서울 좋은간판 공모전 최우수상을 수상하였다.

## 메뉴
- 콩나물국밥
- 해온반
- 사장님국밥
- 전주놋그릇비빔밥
- 한우선지온반
- 삼계국밥
- 쇠고기온반
- 돌솥비빔밥
- 부대국밥

## 사이트
- 삼백집 공식 사이트